# Shahrol Yuzy
Sharhol Yuzy est un ancien pilote malaisien né le 23 janvier 1976 dans l'État de Perak. Il a piloté en championnat du monde entre 1996 et 2002. Depuis sa retraite en 2002 il s'occupe des jeunes talents malais et a réussi en 2010 à placer son protégé Zulfahmi Khairuddin en Moto2.

## Biographie
Il débute en 1996 sous forme de Wild Card en 250 cm3 lors du Grand Prix de Malaisie. Il se classe 16e et avant-dernier. Sur les conseils de pilotes qui ont remarqué ses qualités, il s'exile en Europe afin de perfectionner son pilotage. Il part courir en Europe où il finit 10e du championnat d’Europe puis 5e du championnat d’Espagne 125 cm3. Il court parfois en mondial. À partir de 2000 il court pour le team Petronas où il épaule sur Yamaha. En 2002 il effectue sa meilleure saison où il parvient finir 15e du championnat. Mais à la fin de la saison il décide de prendre sa retraite à seulement 26 ans. Il s'occupe maintenant de former les jeunes pilotes malais.

## Palmarès
- meilleur résultat en course : 8e au Grand Prix de Valence en 2002

- meilleur place en mondial : 15e en 2002